# جامعة العلوم التطبيقية الخاصة

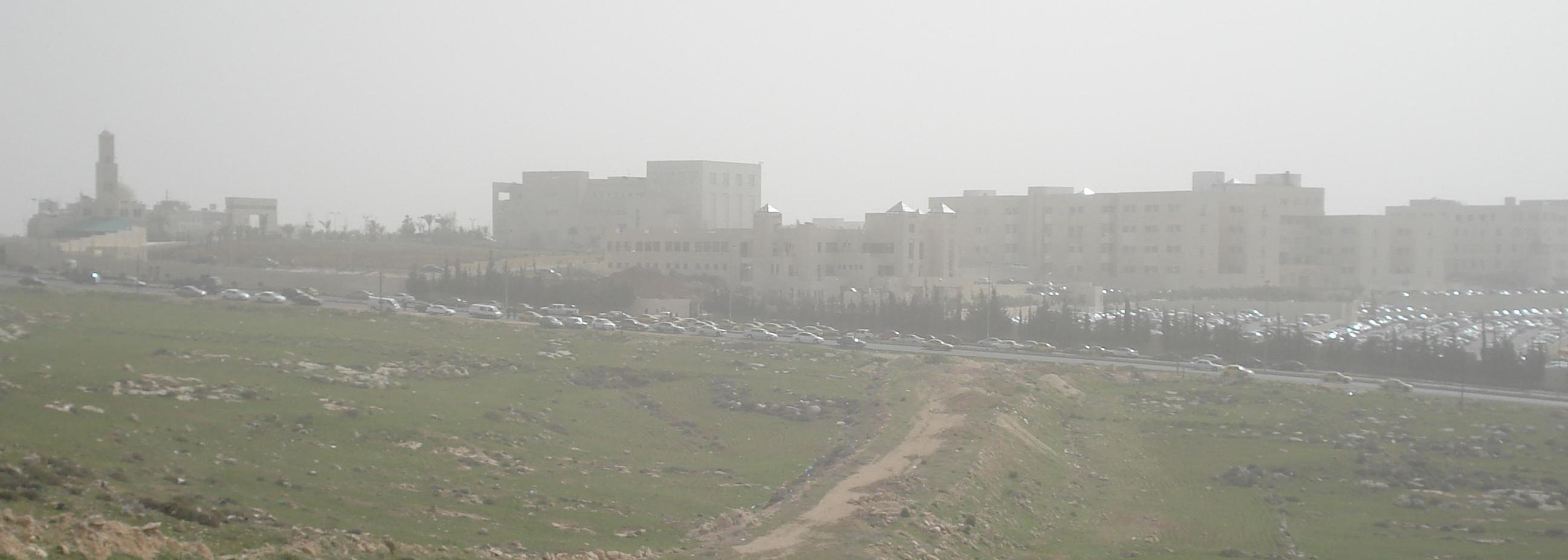
الواجهة الغربية للجامعة شتاء

جامعة العلوم التطبيقية جامعة أردنية خاصة، من أوائل الجامعات الخاصة في البلاد. تقع في مدينة عمان وتحديدا في منطقة شفا بدران ضمن حدود أمانة عمان الكبرى، على قطعة أرض مساحتها 356 دونماً، حيث تعتبر الجامعة الخاصة الأكبر مساحة على مستوى الأردن. بدأت عملها كجامعة أردنية في 19 أكتوبر 1991 م، حيث استقبلت الجامعة الفوج الأول من الطلبة وعددهم (553) طالباً وطالبة في ثلاث كليات هي: الآداب والعلوم الأساسية والاقتصاد وحيث قدمت تلك الكليات (14) تخصصاً آنذاك. اما الآن فقد خرجت الجامعة حتى الآن تسعة عشر فوجا وتجاوز عدد أفرادها قرابة الستة والعشرين ألف طالب وطالبة من مختلف الكليات والتخصصات العلمية والإنسانية تفخر الجامعة بأنهم سفراؤها في مختلف أنحاء العالم حيث تضم الجامعة بين جنباتها أكثر من (7983) طالباً وطالبة ينتمون إلى خمس وأربعين جنسية جميعهم منتظمون في الفترة الصباحية. وتعتبر حاليا من الجامعات المميزة في المملكة والشرق الأوسط والجامعة عضو في اتحاد الجامعات العربية واتحاد الجامعات الإسلامية والاتحاد الدولي للجامعات ورابطة المؤسسات العربية الأوروبية والمنظمة العربية للمسؤولين عن القبول والتسجيل. وترتبط الجامعة بعلاقات ثقافية وإتفاقيات توأمة وتعاون مع العديد من الجامعات الأجنبية والعربية مما يسهل على الطلبة مواصلة دراستهم العليا. كما تعتبر جامعة العلوم التطبيقية الخاصة أول جامعة في المنطقة تحصل على شهادة نظام إدارة الجودة ISO9001:2000. حيث حصلت الجامعة في عام 2003 على شهادة الأيزو 9001 في مجال التعليم العالي والبحث العلمي كأول جامعة في العالم العربي.
وتُسمى الجامعة - بجامعة كل العرب - بسبب عدد الجنسيات العربية، وحتى الأجنبية فيها الذي تجاوز الخمس وأربعين جنسية.

## التقسيمات
تضم الجامعة الآن ثمان كليات ويبلغ عدد التخصصات التي تدرسها هذه الكليات 34 تخصصا. بالإضافة إلى عمادتين هي عمادة البحث العلمي والدراسات العليا حيث تقدم ماجستير المحاسبة وماجستير التسويق وماجستير علم الحاسوب وماجستير العلوم الصيدلانية وماجستير العلاقات الدولية والدراسات الدبلوماسية وماجستير التمريض وتشرف على حسن سير أمور الدراسات العليا في الجامعة وعلى المؤتمرات التي تُعقد فيها على مستوى عالمي، أما العمادة الأخرى فهي عمادة شؤون الطلبة التي تشرف على الطلبة بشكل عام وعلى نشاطاتهم المنهجية واللامنهجية الثقافية والاجتماعية والرياضية والموسيقية.. حيث تُمنح الدرجة الجامعية الأولى - البكالوريوس (Bachelor)، في عشر كليات هي:
- الآداب
- الحقوق
- الاقتصاد والعلوم الإدارية
- الهندسة
- الصيدلة
- العلوم الطبية المساعدة
- علم الحاسوب وتكنولوجيا المعلومات
- العلوم الأساسية
- الفنون والتصميم
- التمريض
- طب الأسنان

## العلاقات الأكاديمية

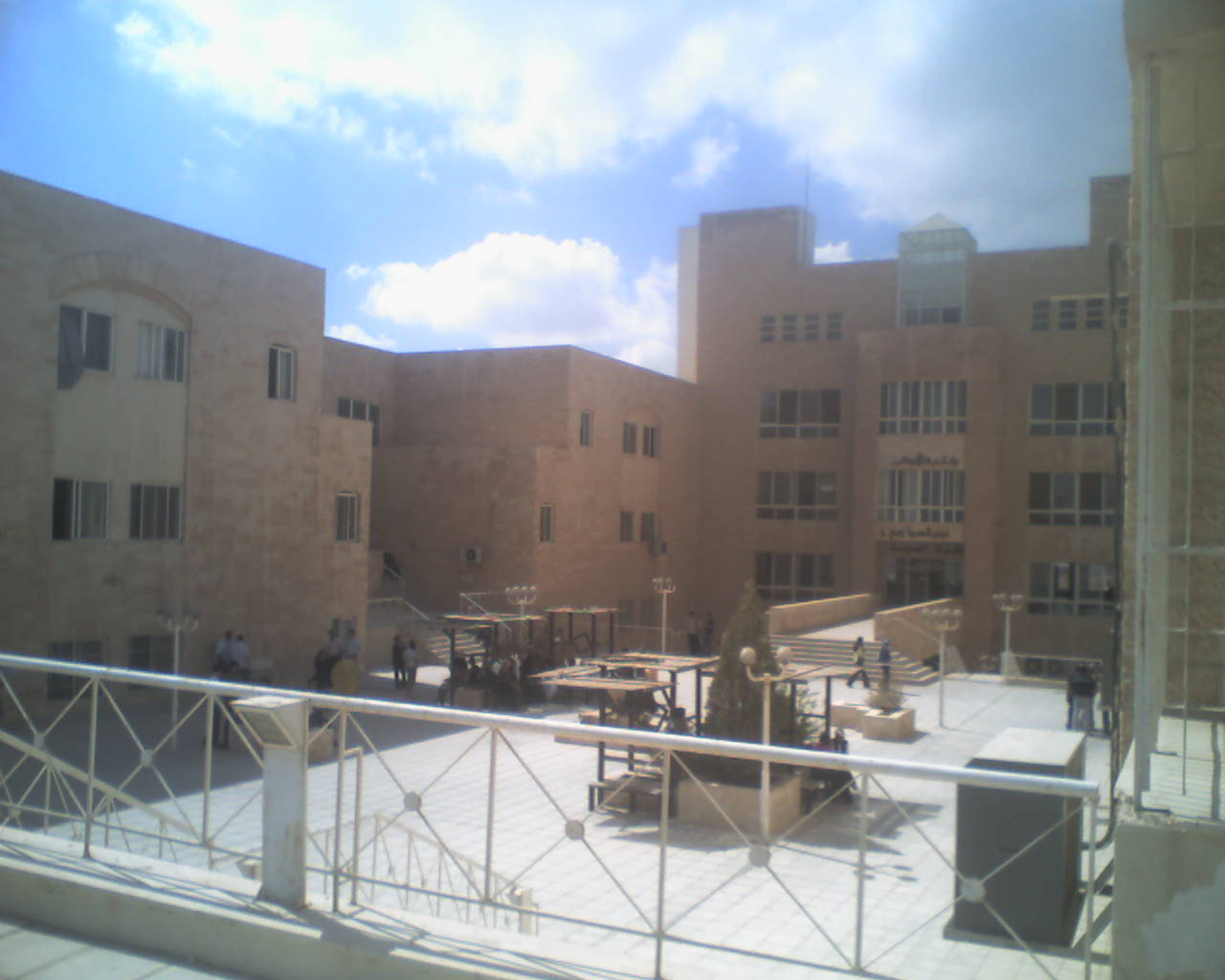
مبنى كلية الهندسة

الجامعة عضو في اتحاد الجامعات العربية واتحاد الجامعات الإسلامية والاتحاد الدولي للجامعات ورابطة المؤسسات العربية الأوروبية والمنظمة العربية للمسؤولين عن القبول والتسجيل وترتبط الجامعة بعلاقات ثقافية واتفاقيات توأمة وتعاون مع العديد من الجامعات الاجنبية في إنجلترا (جامعة ليفربول وجامعة بيرمنغهام وجامعة كوينز) وإسبانيا وأمريكا وأستراليا، وكثير من الجامعات العربية ومما يسهل على الطلبة مواصلة دراستهم العليا.

## الدراسة في العلوم التطبيقية
- بني نظام الدراسة في الجامعة على نظام الساعات المعتمدة (النظام الأمريكي) ضمن فصلين دراسيين اجباريين وفصل دراسي صيفي اختياري. ويتميز التدريس في الجامعة بربط النظرية بالتطبيق في جميع التخصصات، وقد خصصت الجامعة للتدريب التطبيقي ساعات معتمدة إلزامية لا يتخرج الطالب حتى يحصل عليها. وتتعاون الجامعة مع العديد من المؤسسات الحكومية والأهلية في تنفيذ تدريب الطلبة.وتقدم الجامعة لطلبتها الخدمة الطبية وذلك في عيادة الجامعة ومستشفى ابن الهيثم وعدد من المستشفيات والأطباء والصيدليات المعتمدة.
- خصصت الجامعة للتدريب التطبيقي ساعات معتمدة من ضمن الخطة الدراسية لجميع التخصصات وهي الزامية لا يتخرج الطالب حتى يحصل عليها. تتعاون الجامعة مع العديد من المؤسسات الحكومية والخاصة من المصانع والمستشفيات والفنادق.
- يدرّس في الجامعة عدد من أعضاء هيئة التدريس المتفرغين في مختلف التخصصات، بلغ عددهم عام 2003\2004 (272) منهم (212) من حملة الدكتوراه.
- ينتسب للجامعة طلاب من عدّة دول، من أهمها: (سلطنة عمان)فلسطين، العراق، سوريا، لبنان، مصر، اليمن، الكويت، السعودية، ودول الخليج الأخرى.
- تضم الجامعة (160) مختبراً ومشغلاً ومرسماً، بالإضافة إلى متحف الأعشاب في كلية الصيدلة
- تملك الجامعة أسطولا من الحافلات عددها حوالي سبعين حافلة تقوم على خدمة الطلبة في معظم أنحاء المملكة بأجور، لكنها غير رمزية الآن.
- مبنى للمكتبة العامة في الجامعة التي تجاوز رصيدها من الكتب العلمية والأدبية (120) ألف كتاب، نسبة عالية منها من الكتب العلمية بالإنجليزية في أحدث طبعاتها
- تشترك المكتبة بنحو 578 دورية علمية باللغتين العربية والإنجليزية.
- بلغ المساحة الكلية لمباني الجامعة حوالي (120) ألف متر مربع، موزعة على ثمانية مبانٍ للكليات الأكاديمية، ومبنى لرئاسة الجامعة وتسجيل الطلبة.
- بالإضافة إلى مبنى عمادة شؤون الطلبة (مجمع النشاطات)، ومبنى الحيوان، ومستودعات المواد الخطرة، ومبنى مطاعم الجامعة، ومركز المؤتمرات العربي، وستاد كرة القدم الأولومبي، والقاعة الرياضية المسقوفة (صالة الحسين) والتي تتسع لـ (7) آلاف شخص على مدرجات متحركة، بالإضافة إلى الأكشاك المنتشرة بين كليات الجامعة ومرافقها. كما يوجد ملاعب وساحات مكشوفة لممارسة ألعاب التنس الأرضي وكرة القدم وكرة الطائرة وكرة السلة، بالإضافة إلى الأنشطة الموجودة في مجمع النشاطات كالبولينغ وألعاب الدفاع عن النفس وكمال الأجسام وحمامات البخار والساونا.

### نشاطات طلابية

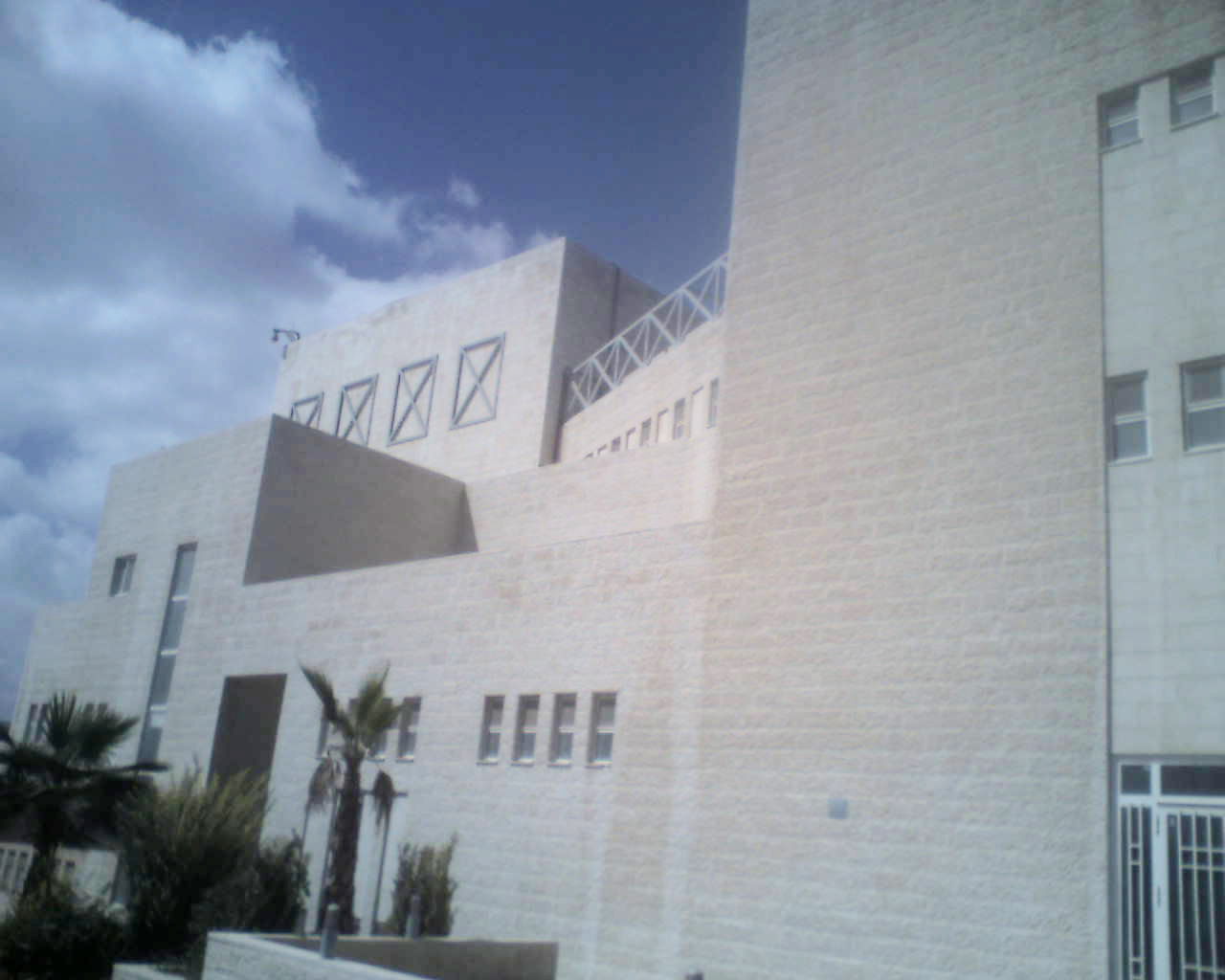
مسرح الجامعة - قصر المؤتمرات

- يقام في الجامعة خلال كل فصل دراسي، اسبوعا للجاليات التي يمثلها طلاب الجامعة من معظم الأقطار العربية وحتى الأجنبية أحيانا.[2]
- تقام خلال كل فصل دراسي أول، انتخابات طلابية تجري بين جميع طلاب كليات الجامعة العشر، حيث يتم التنافس على مقاعد مجلس طلبة الجامعة، والذي له صلاحيات أكاديمية ومهنية كثيرة داخل الجامعة.
- تقام في الجامعة كثير من المهرجانات والفعاليات الأخرى، كالاحتفال بيوم الاستقلال ويوم الطلاب الجدد ومهرجان نصرة الرسول (صلى الله عليه وسلم) ومهرجان جراحات الأمة الإسلامية ومهرجان نصرة الأقصى واليوم العلمي في الجامعة...وغيرها من النشاطات التي ينفذها مجلس الطلبة.

### الرياضة في الجامعة
يشارك كثير من الطلاب في النشاطات الرياضية وغير الرياضية كالموسيقى والفلكلور وغيرها، ويحوي مبنى عمادة شؤون الطلبة بالجامعة على كثير من القاعات المخصصة لذلك، كقاعات النادي الرياضي للرجال وأخرى للنساء، وقاعة الملاكمة، والكاراتيه، والبلياردو، وكرة المنضدة... وغيرها. تضم الجامعة واحدة من أكبر الصالات الرياضية المغلقة في المشرق العربي، وهي صالة الحسين الرياضية، وهي ذات سعة 7000 مقعد تقام فيها مباريات كرة السلة وكرة الطائرة. تحوي الجامعة على واحدة من أكبر قاعات البولينغ في الأردن. تأسس في عام 2006 نادي جامعة العلوم التطبيقية كنادي مستقل، رياضي، ثقافي واجتماعي، ويشارك النادي اليوم في جميع المحافل الرياضية سواء كانت محلية أو عربية أو إقليمية.
تم الانتهاء من عمل ستاد جامعة العلوم التطبيقية لكرة القدم في العام 2007. وهو مجهز بأحد الوسائل التقنية، وتقام عليه كثير من المباريات الجامعية وحتى مباريات الأندية المحلية والعربية في بعض الأحيان.
تضم الجامعة أربعة ملاعب خارجية، منها ملاعب لكرة السلة وأخرى للتنس وكرة القدم الخماسي.

## المراكز
- مركز الدراسات والاستشارات
- مركز تطوير أعضاء الهيئة التدريسية
- مركز المؤتمرات العربي
- مركز الحاسب
- مركز الإنترنت
- مركز السمع والنطق

## التأمين الصحي
يعتبر جميع طلاب جامعة العلوم التطبيقية مؤمنين صحيا، حيث توجد بالجامعة عيادة طبية متكاملة وصيدلية بالإضافة لكادر اسعاف جاهز طيلة فترة الدوام الرسمي. كذلك من ميزات الجامعة طبيا، هو إمكانية علاج الطلاب - إذا اقتضى الأمر، في مستشفى ابن الهيثم في عمّان، التابع لإدارة الجامعة وعلى نفقتها -هذا كلام غير دقيق حيث ان التأمين لجزء من التكلفة الاجمالية ولا يغطي كل الحالات المرضية-.

## اتفاقيات الموائمة العلمية
ترتبط جامعة العلوم التطبيقية في مملكة البحرين بجامعة العلوم التطبيقية وجامعة مؤتة بجناحيها المدني والعسكري في المملكة الأردنية الهاشمية ارتباط موائمة علمية ولكنها تشكل وحدة تعليمية مستقلة تماماً في كادرها التعليمي وترخيصها الممنوح من وزارة التربية والتعليم بالبحرين.

## وصلات خارجية
- الموقع الرسمي لجامعة العلوم التطبيقية